# The Otherside
The Otherside è il terzo (il secondo per una "major") album in studio della cantante statunitense Cam, pubblicato nel 2020.

## Tracce
1. Redwood Tree – 3:18
2. The Otherside – 2:55
3. Classic – 2:55
4. Forgetting You – 3:04
5. Like a Movie – 4:03
6. Changes – 3:23
7. Till There's Nothing Left – 3:15
8. What Goodbye Means – 3:21
9. Diane – 3:32
10. Happier For You – 3:51
11. Girl Like Me – 3:30